# Livada (Iclod), Cluj

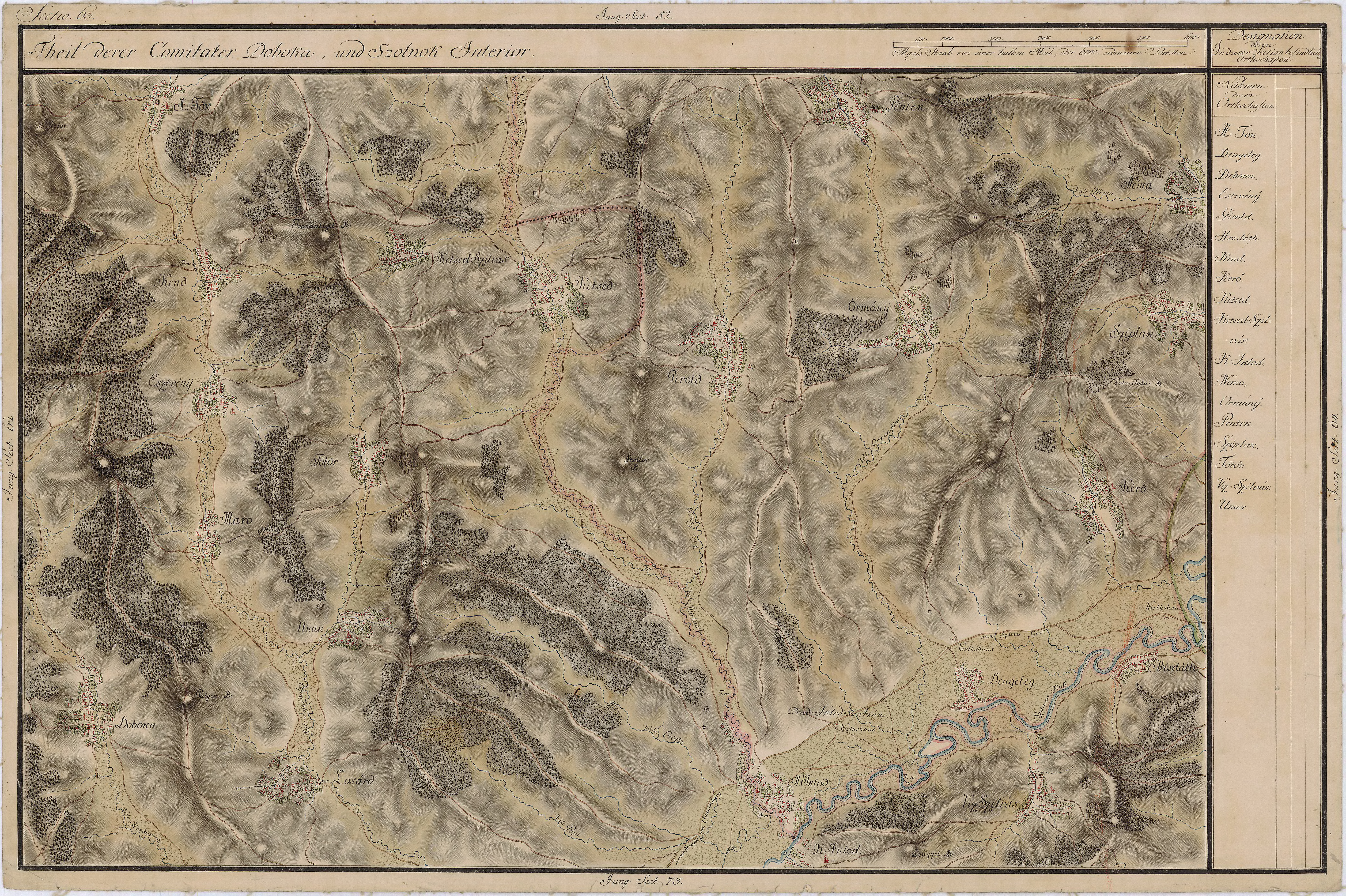
Livada pe Harta Iosefină a Transilvaniei, 1769-1773

Livada (mai demult Dengeleg; în maghiară Dengeleg) este un sat în comuna Iclod din județul Cluj, Transilvania, România.

## Date geografice
Altitudinea medie: 523 m.
Situat langa raul Somesul Mic.

## Lăcașuri de cult
- Biserica Greco-Catolică
- Biserica Ortodoxă
- Biserica Penticostala

## Galerie de imagini

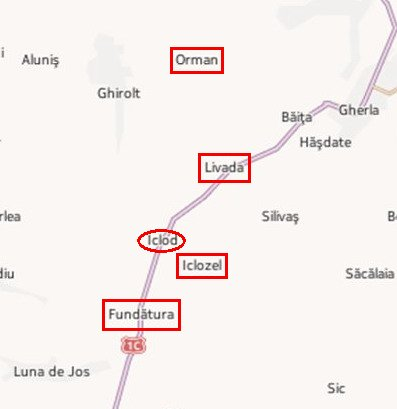
Comuna Iclod și satele componente